# Simulium senile
Simulium senile är en tvåvingeart som beskrevs av Enrico Adelelmo Brunetti 1911. Simulium senile ingår i släktet Simulium och familjen knott. Inga underarter finns listade i Catalogue of Life.